# Co-operative Group

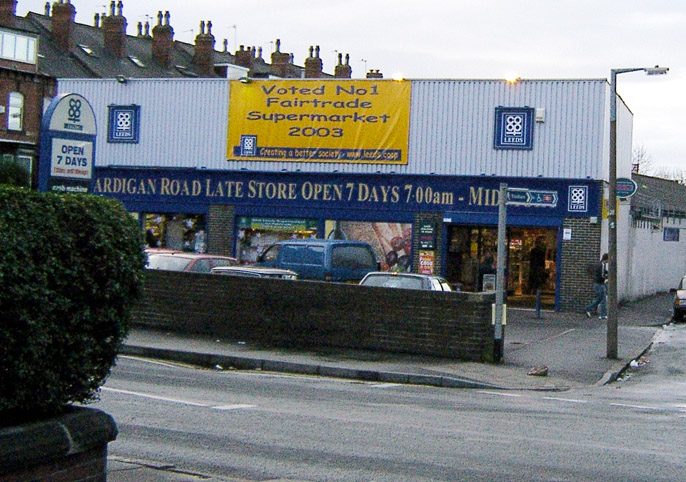
En av Co-ops detaljhandelsaffär i Leeds

The Co-operative Group är ett brittiskt konsumentkooperativ. Gruppen är aktiv inom en rad olika, inbördes orelaterade branscher och inkluderar bland annat detaljhandel, resebyrå, apotek och begravningsbyrå. Inom flera av verksamhetsområdena, som till exempel inom begravningsbranschen är företaget störst. Inom detaljhandeln har företaget en andel på omkring fem procent.